# El Diez
El Diez es una serie mexicana de televisión producida por Epoca Films emitida por ESPN Deportes en Latinoamérica, México y Estados Unidos, y por Canal 5 en México.
La serie fue creada por Mauricio Quintana, estuvo bajo la dirección de Noé Santillán y bajo la producción de Emilio Diez Barroso, se estrenó en ESPN el 1 de septiembre de 2011 y finalizó el 27 de octubre de 2011.

## Trama
Salvador "Chava" Espinoza un joven originario de Ocotlán , Jalisco se traslada a la Ciudad de México luego de competir en la Copa Mundial Sub-20. Su buen desempeño lo convertirá de la noche a la mañana en una estrella de fútbol.
Pero no está solo. Chava cuenta con su mejor amigo de ...toda la vida, "El Cremas" (Ernesto Loera), quien viene con él para apoyarlo en lo que necesite, y a Gonzalo Gómez Riva (Mauricio Quintana) su representante y amigo.
También esta Javier Rubalcava (Joaquín Cosío) el dueño y presidente de los Lobos del Atlético Nacional (equipo ficticio de la Primera División Mexicana), un equipo que desea que Chava juegue con ellos. 
Los periodistas lo seguirán constantemente, incluyendo Ximena Calleja (Eréndira Ibarra) una cronista atractiva e inteligente de la que se enamora. Pero las expectativas alrededor de "Chava" son muy grandes, y el joven jugador dudará del camino emprendido, aunque no abandonará su sueño de conseguir el número 10 en la selección mexicana.
La serie fue filmada en el Distrito Federal.

## Elenco
- Alfonso Herrera - Salvador Chava Espínoza
- Eréndira Ibarra - Ximena Calleja
- Ernesto Loera - El Cremas
- Mauricio Quintana - Gonzalo Gómez Riva
- Joaquín Cosío - Javier Ruvalcaba
- Alberto Agnesi - Jorge Alberto Dumont
- César Rodríguez - Gerardo Romero
- Miguel Couturier† - Gustavo 'Profe' Lara
- Ihtzi Hurtado	 - Andrea de la Costa
- Juan Pablo de Santiago - Efraín 'La Pastilla' Roldán
- René Pereyra - Antonio López Garza
- Ari Brickman	- Alfredo Portilla
- Eduardo Montes - Tomás Gerardo 'Tommy Jerry' Carvajal
- Mikel García Bilbao - Alex Gerard
- Juan Luis Orendain - Plutarco Herrera III